# مینرال دل مونته
مینرال دل مونته (به اسپانیایی: Mineral del Monte) یک منطقهٔ مسکونی در مکزیک است که در ایالت ایدالگو واقع شده‌است. مینرال دل مونته ۷۷٫۱ کیلومتر مربع مساحت و ۱۱٬۹۴۴ نفر جمعیت دارد و ۲٬۷۰۰ متر بالاتر از سطح دریا واقع شده‌است.